# Port Clinton, Ohio
Port Clinton är administrativ huvudort i Ottawa County i delstaten Ohio. Orten har fått sitt namn efter politikern DeWitt Clinton. Enligt 2010 års folkräkning hade Port Clinton 6 056 invånare.